# Die ganze Welt braucht Liebe
Die ganze Welt braucht Liebe war der österreichische Beitrag zum Eurovision Song Contest 1958. Gesungen wurde das deutschsprachige Lied von Liane Augustin.

## Inhalt
In Die ganze Welt braucht Liebe geht es darum, dass sowohl die ganze Welt als auch die Sängerin Liebe zum Leben braucht, „denn wer ist schon gern allein“. Auch „wär die Welt kalt und trübe, wenn kein Sonnenlicht käme. Wieso sollte das bei mir anders sein“.
Gesungen an neunter Stelle, nach Margot Hielscher aus der Bundesrepublik Deutschland mit Für zwei Groschen Musik und vor Lys Assia aus der Schweiz mit Giorgio, konnte sich das Lied mit acht Punkten und dem 5. Platz gerade noch in der ersten Starterhälfte platzieren. Der Titel wurde von Liane Augustin nie auf Schallplatte aufgenommen und dementsprechend auch nicht kommerziell veröffentlicht.
| Vorgänger                         | Beitrag                                      | Nachfolger                                  |
| --------------------------------- | -------------------------------------------- | ------------------------------------------- |
| Wohin, kleines Pony? (Bob Martin) | Österreich beim Eurovision Song Contest 1958 | Der k. und k. Kalypso aus Wien (Ferry Graf) |